# ایناری واکس
ایناری واکس (انگلیسی: Inari Vachs؛ زاده ۲ سپتامبر ۱۹۷۴) بازیگر پورنوگرافی اهل ایالات متحده آمریکا است. او در سال ۱۹۹۷ و در ۲۳ سالگی وارد این حرفه شد و از آن زمان تا کنون در بیش از ۴۸۰ فیلم نقش آفرینی کرد.

## زندگینامه
نام مستعار او اشاره دارد به یکی از خدایان باستانی ژاپن (Inari)، این پروردگار زنی آیت با موهای بسیار بلند که از پاهایش هم پائین تر می‌آید. نام واکس هم از روی نام نویسندهٔ مورد علاقه‌اش اندرو وکس برداشته‌است.
در سال ۲۰۰۰، قراردادی منحصر به فرد را با مجله‌ی XXXGeneration Video، امضا کرد. او با این قرار داد برای این مجله خبرنگار موسیقی شد. از سال ۲۰۰۸ او یک وقفهٔ ۸ ساله در حضور جلوی دوربین داشت.
در سال ۲۰۰۳ او در تأسیس شرکت چند رسانه‌ای 5(IV Multimedia)، شریک شد و در سال ۲۰۰۵ نیز به میزبانی از شرکت پلی بوی، تلویزیونNaughty Amateur Home Videos را راه‌اندازی کرد.
در سال ۲۰۱۰ وکس به کار جلوی دوربین برگشت. و با شرکت skinworXXX شروع به کار کرد.

## زندگی خصوصی
واکس در مدتی که از فعالیت در پورن دور بود، صاحب یک دختر شد.

## جایزه‌ها و نامزدی‌ها
جایزه ای‌وی‌ان:
- 2000 Female Performer of the Year
- 2000 nominee - Best All-Girl Sex Scene, Video - Nasty Girls 20 (Anabolic Video) with مونیک دی‌مون & Mia Smiles[۲]
- 2001 Best Anal Sex Scene (Film) for Facade
- 2001 Best Couples Sex Scene (Video) for West Side[۳]

جایزه ایکس‌آرسی‌او:
- 2000 Female Performer of the Year[۴]
- 2000 Best Single Performance (Actress) for The Awakening[۴]
- 2001 Best Orgasmic Oralist[۴]
- 2002 Best Girl-Girl Sex Scene for No Man's Land 33[۴]
- 2010 تالار افتخارات ایکس‌آرسی‌او inductee[۵]